# توماس موشیون
توماس موشیون (انگلیسی: Tomás Moschión؛ زادهٔ ۲ ژوئن ۲۰۰۰) بازیکن فوتبال اهل آرژانتین است.